# Von Mengden
von Mengden (Mengede), uradlig tysk adelsätt, med ursprung från godset Mengede nära nuvarande Dortmund i Westfalen, som också spelat en stor roll i Livlands historia.

## von Mengden i Tyskland
Medlemmar ur ätten von Mengden är kända från 1400-talet i Tyskland som ministerialer åt grevarna av Berg-Altena, Arnsberg, Limburg-Isenburg och Tecklenburg. Ministerialer är en särskild klass av hovämbetsmän inom det tyska riddarståndet.
Som stamfader för ätten räknas Everhardus de Mengede  vilken är känd från slutet av 1200-talet. Hans söner Ernst och Johann ägde Haus Mengede en borg med en vattengrav vars rester fortfarande kan ses som ruiner. Till detta gods skulle ätten öka sina domäner, och under 1600-talet kan nämnas Westönne, Haus Steinhausen och Garbeck i Westfalen.
Gisebert och Hermann Mengede undertecknade på 1400-talet ett fördrag och ätten deltog sedan i krig och fred i Westfalen, spred sig till Preussen och representerades med flera officerare under 1700-talet i Preussens armé.
Bröderna Bruno (född 1891), Hans och Friedrich von Mengden  (född 1895) imatrikulerades den 12 april 1907 på adelsklassen inom ridderskapet för Kungariket Bayern.
Från Friedrich von Mengden härstammar idag levande ättlingar i Tyskland.

## von Mengden i Livland, Sverige och Ryssland
Ättens mest framstående medlem, Johan von Mengden (omkring 1400–1469), var 1439 fogde i Karkus, och sedan 1442 komtur av Reval, blev 1450 livländsk mästare och ledde som sådan med stor duglighet sin ordens öden, bland annat under de svåra förhandlingarna med svenske kungen kung Karl Knutsson och ännu mer med Kristian I, och ärkebiskopen av Riga, till sin död, 1469; han har blivit kallad "en af de bäste landsherrar Livland egt".
Hans brorson, Engelbrekt von Mengede blev bofast i Livland och från hans sonson Ernst von Mengede härstammar den friherrliga Livländska ätten.
En annan sonson med samma namn, Engelbrekt von Mengede var troligen far till bröderna Fromhold och Fabian von Mengden vilka deltog och utmärkte sig i alla större drabbningar och belägringar i kung Stefan Batory av Polens krig mot Ryssland, för vilket Fromhold belönades och 1582 fick han sina fädernegods restituerade.
Ovan nämnde Fromhold von Mengden, gift med Margareta von Tiesenhausen, deltog också med sina söner på den svenska sidan mot Polackerna när Sverige 1600–1601 trängde in i Livland.
Ernst von Mengden hamnade i rysk fångenskap 1577 och hans ättlingar vilka förryskade namnet till Famindin levde på 1900-talet kvar både i Livland och i Ryssland.
Till stort inflytande steg ätten ånyo på 1600-talet, då Otto von Mengden (född 1600, död 1681, överste och lantråd, friherre 1653) i själva verket blev den livländska adelns ledare i dess arbete på organiserandet och utbyggandet av sin maktställning. Hans strävanden fullföljdes av sonen Gustaf von Mengden (född 1624, död 1688, hovrättsassessor, generalmajor och lantråd).
Ättens sociala ställning tycktes för en tid hotad genom den beryktade tvist, som den inledde med de befryndade släkterna Staël von Holstein och von Ungern-Sternberg och som gick därhän, att Gustaf von Mengden och hans son Otto Reinhold von Mengden på grund av mord och andra våldsamheter (1679) måste för en tid rymma landet. Men med hans son Magnus Gustaf von Mengden reste den sig ånyo, och flera av ättens medlemmar spelade i det följande, under den svenska och den ryska tiden, en bemärkt roll och fortlevde i Livland ännu under 1900-talets förra hälft, bland annat två grenar på godsen Sinohlen och Golgowsky i Tirsen.
Magnus Gustaf von Mengdens yngste son Ernst Reinhold von Mengden (1726–1798), vilken var rysk kammarherre, lantråd och statsråd, och Ernst Burchard von Mengden (1738–97), statsråd och guvernör i Livland, upphöjdes båda två i tyskt riksgrevligt stånd 1774 respektive 1779, och den senare av dessa båda riksgrevliga släktgrenar fortlevde ännu i början av 1900-talet i Ryssland.

## Kända personer från ätten
- Carl Fredrik von Mengden (1666–1734), svensk friherre och militär
- Carl Johan von Mengden (1702–1763), svensk friherre och militär
- Julia Mengden (1719–1786), baltisk adelsdam, hovdam och favorit åt den ryska regenten Anna Leopoldovna